# Santo Tomas (Batangas)
Santo Tomas is een gemeente in de Filipijnse provincie Batangas op het eiland Luzon. Bij de laatste census in 2010 telde de gemeente bijna 125 duizend inwoners.

## Geografie

### Bestuurlijke indeling
Santo Tomas is onderverdeeld in de volgende 30 barangays:
| - Barangay I - Barangay II - Barangay III - Barangay IV - San Agustin - San Antonio - San Bartolome - San Felix - San Fernando - San Francisco - San Isidro Norte - San Isidro Sur - San Joaquin - San Jose - San Juan | - San Luis - San Miguel - San Pablo - San Pedro - San Rafael - San Roque - San Vicente - Santa Ana - Santa Anastacia - Santa Clara - Santa Cruz - Santa Elena - Santa Maria - Santiago - Santa Teresita |

## Demografie
Santo Tomas had bij de census van 2010 een inwoneraantal van 124.740 mensen. Dit waren 11.635 mensen (10,3%) meer dan bij de vorige census van 2007. Ten opzichte van de census van 2000 was het aantal inwoners gegroeid met 44.347 mensen (55,2%). De gemiddelde jaarlijkse groei in die periode kwam daarmee uit op 4,49%, hetgeen hoger was dan het landelijk jaarlijks gemiddelde over deze periode (1,90%).

De bevolkingsdichtheid van Santo Tomas was ten tijde van de laatste census, met 124.740 inwoners op 95,41 km², 1307,4 mensen per km².

## Geboren in Santo Tomas
- Miguel Malvar (27 september 1865), generaal in de Filipijnse Revolutie (overleden 1911).

Agoncillo · Alitagtag · Balayan · Balete · Batangas City · Bauan · Calaca · Calatagan · Cuenca · Ibaan · Laurel · Lemery · Lian · Lipa · Lobo · Mabini · Malvar · Mataasnakahoy · Nasugbu · Padre Garcia · Rosario · San Jose · San Juan · San Luis · San Nicolas · San Pascual · Santa Teresita · Santo Tomas · Taal · Talisay · Tanauan · Taysan · Tingloy · Tuy